# اسفندیار قره‌باغی
اسفندیار قره‌باغی (۱ بهمن ۱۳۲۲ – ۱۷ آذر ۱۴۰۱) خواننده و آهنگساز ایرانی بود. او از کودکی به موسیقی علاقه نشان داد و در سال ۱۳۳۸ وارد هنرستان موسیقی تبریز شد. قره‌باغی پیش از انقلاب ۱۳۵۷ در ارکستر اپرای تهران سولیست باس بود. او پس از انقلاب یکی از نخستین خوانندگان سروده‌های انقلابی مانند «آمریکا، آمریکا، ننگ به نیرنگ تو» بود.

## زندگی‌نامه
قره باغی در ۱ بهمن ۱۳۲۲ در کوچهٔ قره‌باغی‌های محلّه خیابان تبریز به دنیا آمد. او فرزند «قلی خان سالار»، مشهور به «ساری قلی خان»، از طنزپردازان به نام آذربایجان بود. او پس از گذراندن دورهٔ اول متوسطه در دبیرستان بدر تهران، به تبریز مراجعت کرد و از سال ۱۳۳۸ وارد هنرستان موسیقی گردید و در خرداد ماه سال ۱۳۴۳ فارغ‌التحصیل و به عنوان معلم موسیقی در مدارس کرمانشاه به استخدام وزارت فرهنگ درآمد. اواخر سال ۱۳۴۸ به تهران منتقل و در گروه اپرای تهران مشغول گردید، ضمن خوانندگی در گروه کُر اُپرای تهران پس از عزیمت و بازگشت از ایتالیا، با عنوان سولیست باس اُپرای تهران، نقش‌های بسیاری را در اجراهای مختلف عهده‌دار شد.
قره‌باغی دارای مدرک معادل دکترای آواز کلاسیک (درجهٔ ۱ هنری) از وزارت فرهنگ و ارشاد اسلامی بود. ترومپت، ساز تخصصی اوست ولی با پیانو و ویولن نیز آشنایی دارد. به طوریکه در کنار آموزش آواز، سال‌ها به تدریس این سازها نیز پرداخته‌است. قره باغی پس از انقلاب اسلامی، در سازمان صدا و سیما به همکاری با واحد موسیقی سازمان درآمد و در زمینهٔ سرودهایی با مضمون جنگ فعال شد. در مدت هشت سال جنگ، بیش از هشتصد سرود ساخت و در ایفای سلو و گروه کُر آن‌ها نقش مهمی داشت.
رهبری گروه کُر تالار وحدت، رهبری گروه کُر صدا و سیما، رئیس مرکز سرود و آهنگهای انقلابی، ریاست کمیته آواز کلاسیک خانه موسیقی، مسئول موسیقی رادیو و نایب رئیس کانون هنرمندان ایران از جمله سوابق مسئولیتی او محسوب می‌شد.
اسفندیار قره‌باغی در چند فیلم هم به عنوان خواننده، نوازنده یا بازیگر حضور داشته‌است که معروف‌ترین آن‌ها در مقام بازیگر، بازی در فیلم سینمایی صمد و فولادزره‌دیو (۱۳۵۱) در کنار پرویز صیاد بود. همچنین وی سال‌ها در هنرستان هنرهای زیبای میرک و موسیقی تبریز به تدریس رشته و دروس موسیقی پرداخته بود.
اولین اجرای رادیویی وی در سال ۱۳۵۰ سرود ای ایران بود که با همکاری ارکستر بزرگ رادیو تلویزیون ملی ایران با رهبری فرهاد فخرالدینی انجام گرفت. او در سال‌های اخیر قطعاتی حماسی با عنوان‌های سمفونی ارس و سمفونی خلیج فارس را آهنگسازی کرده و خوانده‌است.. اما بی‌تردید اثری که بیش از هر کار دیگر او، از صدا و سیمای ایران پخش شده، سرود آمریکا، آمریکا، ننگ به نیرنگ تو با صدای اوست که موسیقی آن را احمدعلی راغب ساخته و شعر آن را حمید سبزواری سروده‌است. وقتی چهل سال بعد از او در مورد خواندن این سرود سؤال شد جواب داده بود: «از این بابت نه مطلقاً پشیمان هستم و نه به حرف‌های دیگران توجه می‌کنم. شاید در نگاه عده‌ای منفور باشم و از من خوششان نیاید، اما من مملکتم را دوست دارم و عاشق کشورم هستم.»

## مرگ
وی در سال ۱۴۰۱ در سن ۷۸ سالگی به دلیل بیماری سرطان درگذشت. 

## آثار
| آثار                            | تاریخ اجرا |
| ------------------------------- | ---------- |
| ای ایران                        | ۱۳۵۰       |
| سرود ذوب آهن                    | ۱۳۵۰       |
| خاطره انقلاب شش بهمن            | ۱۳۵۵       |
| خدایا خدایا تا انقلاب مهدی..    | ۱۳۵۸       |
| گلخاک ایران                     |            |
| جهاد اکبر                       |            |
| ای کارگر                        |            |
| من یک سپاهی ام                  |            |
| انقلاب انسان ساز ما             |            |
| آمریکا، آمریکا، ننگ به نیرنگ تو |            |
| صبح شرق                         |            |
| تعاون                           |            |
| پیروزی خون                      |            |
| فروغ جاوید                      |            |
| دلبر جبهه‌های جنگ                |            |
| امام آمد                        |            |
| رهروان راه محمد (ص)             |            |